# Variation discrète
Au début du XXe siècle, des expériences de physique, comme celle de Robert Andrews Millikan, montrent que des propriétés physiques qu'on considérait comme pouvant varier de façon continue, variaient en fait de façon discrète, c'est-à-dire comme des multiples entiers d'une valeur précise. Ainsi, la charge électrique des gouttelettes d'huile très peu électrisées que Millikan a décrites était :
- {\displaystyle 1\times e},
- {\displaystyle 2\times e},
- {\displaystyle 3\times e},
- etc.,

mais jamais une valeur telle que {\displaystyle 2,48\times e}, par exemple.
{\displaystyle {_{~}}e} désigne la charge élémentaire.
L'observation que des propriétés physiques ont une variation discrète apporte une preuve du caractère particulaire de la matière.